# Eleições autárquicas portuguesas de 1976 no distrito de Aveiro
| Eleições autárquicas portuguesas de 1976 Distritos: Aveiro \| Beja \| Braga \| Bragança \| Castelo Branco \| Coimbra \| Évora \| Faro \| Guarda \| Leiria \| Lisboa \| Portalegre \| Porto \| Santarém \| Setúbal \| Viana do Castelo \| Vila Real \| Viseu \| Açores \| Madeira |

## Resultados por concelho
Os resultados nos concelhos do distrito de Aveiro foram os seguintes:

### Águeda

#### Câmara Municipal
| Partido                 | Partido                     | Votos  | %               | Vereadores |
| ----------------------- | --------------------------- | ------ | --------------- | ---------- |
|                         | Partido Social Democrata    | 5 734  | 33,65 / 100,00  | 3 / 7      |
|                         | Partido Socialista          | 4 877  | 28,62 / 100,00  | 2 / 7      |
|                         | Centro Democrático Social   | 4 529  | 26,58 / 100,00  | 2 / 7      |
|                         | Frente Eleitoral Povo Unido | 1 209  | 7,10 / 100,00   | 0 / 7      |
| Votos Inválidos         | Votos Inválidos             | 691    | 4,05 / 100,00   |            |
| Total                   | Total                       | 17 040 | 100,00 / 100,00 | 7 / 7      |
| Eleitorado/Participação | Eleitorado/Participação     | 27 656 | 61,61 / 100,00  |            |

| Freguesia            | %     | %     | %     | %     | Votantes |
| Freguesia            | PSD   | PS    | CDS   | FEPU  | Votantes |
| -------------------- | ----- | ----- | ----- | ----- | -------- |
| Freguesia            |       |       |       |       | Votantes |
| Agadão               | 34,35 | 21,88 | 39,51 | 1,22  | 329      |
| Aguada de Baixo      | 46,46 | 23,56 | 23,56 | 1,15  | 607      |
| Aguada de Cima       | 45,28 | 27,48 | 20,72 | 2,99  | 1 303    |
| Águeda               | 28,54 | 32,37 | 21,97 | 13,99 | 4 310    |
| Barrô                | 41,00 | 38,74 | 14,59 | 2,43  | 617      |
| Belazaima do Chão    | 45,02 | 40,51 | 6,75  | 0,64  | 311      |
| Castanheira do Vouga | 42,19 | 14,84 | 33,07 | 3,91  | 384      |
| Espinhel             | 30,66 | 32,44 | 29,43 | 5,02  | 897      |
| Fermentelos          | 41,19 | 11,67 | 43,25 | 1,27  | 1 260    |
| Lamas do Vouga       | 7,10  | 47,22 | 38,27 | 1,54  | 324      |
| Macieira de Alcoba   | 16,83 | 29,70 | 38,61 | 5,94  | 101      |
| Macinhata do Vouga   | 23,69 | 29,49 | 39,29 | 4,00  | 1 275    |
| Óis da Ribeira       | 25,00 | 28,95 | 38,16 | 0,53  | 380      |
| Préstimo             | 18,38 | 15,96 | 48,28 | 4,65  | 495      |
| Recardães            | 27,08 | 36,94 | 22,02 | 9,27  | 831      |
| Segadães             | 23,35 | 31,44 | 35,33 | 3,59  | 334      |
| Travassô             | 37,10 | 30,02 | 22,60 | 3,88  | 593      |
| Trofa                | 36,83 | 30,58 | 19,27 | 9,89  | 991      |
| Valongo do Vouga     | 44,41 | 24,03 | 18,73 | 9,78  | 1 698    |
| Águeda               | 33,65 | 28,62 | 26,58 | 7,10  | 17 040   |

#### Assembleia Municipal
| Partido                 | Partido                     | Votos  | %               | Deputados |
| ----------------------- | --------------------------- | ------ | --------------- | --------- |
|                         | Partido Social Democrata    | 5 700  | 33,47 / 100,00  | 7 / 20    |
|                         | Partido Socialista          | 4 744  | 27,86 / 100,00  | 6 / 20    |
|                         | Centro Democrático Social   | 4 622  | 27,14 / 100,00  | 6 / 20    |
|                         | Frente Eleitoral Povo Unido | 1 254  | 7,36 / 100,00   | 1 / 20    |
| Votos Inválidos         | Votos Inválidos             | 711    | 4,18 / 100,00   |           |
| Total                   | Total                       | 17 031 | 100,00 / 100,00 | 20 / 20   |
| Eleitorado/Participação | Eleitorado/Participação     | 27 656 | 61,58 / 100,00  |           |

| Freguesia            | %     | %     | %     | %     | Votantes |
| Freguesia            | PSD   | PS    | CDS   | FEPU  | Votantes |
| -------------------- | ----- | ----- | ----- | ----- | -------- |
| Freguesia            |       |       |       |       | Votantes |
| Agadão               | 30,40 | 21,58 | 43,16 | 1,82  | 329      |
| Aguada de Baixo      | 46,46 | 22,24 | 25,04 | 1,81  | 607      |
| Aguada de Cima       | 45,40 | 28,22 | 19,86 | 2,91  | 1 304    |
| Águeda               | 28,94 | 31,73 | 21,07 | 14,63 | 4 305    |
| Barrô                | 40,36 | 38,41 | 15,07 | 2,43  | 617      |
| Belazaima do Chão    | 45,98 | 37,94 | 6,43  | 2,25  | 311      |
| Castanheira do Vouga | 39,84 | 14,58 | 36,72 | 2,60  | 384      |
| Espinhel             | 29,10 | 31,77 | 30,77 | 5,57  | 897      |
| Fermentelos          | 40,48 | 9,92  | 44,13 | 1,98  | 1 260    |
| Lamas do Vouga       | 7,41  | 47,84 | 36,73 | 2,47  | 324      |
| Macieira de Alcoba   | 14,85 | 26,73 | 42,57 | 4,95  | 101      |
| Macinhata do Vouga   | 24,59 | 28,50 | 40,02 | 3,45  | 1 277    |
| Óis da Ribeira       | 21,05 | 30,79 | 38,68 | 0,79  | 380      |
| Préstimo             | 17,98 | 14,75 | 49,90 | 4,85  | 495      |
| Recardães            | 27,68 | 35,74 | 22,98 | 9,27  | 831      |
| Segadães             | 22,75 | 31,44 | 37,72 | 2,40  | 334      |
| Travassô             | 35,53 | 28,09 | 27,07 | 3,89  | 591      |
| Trofa                | 36,63 | 29,87 | 20,59 | 10,19 | 991      |
| Valongo do Vouga     | 45,07 | 22,62 | 19,37 | 9,98  | 1 693    |
| Águeda               | 33,47 | 27,86 | 27,14 | 7,36  | 17 031   |

#### Juntas de Freguesia
| Partido                 | Partido                     | Votos  | %               | Presidentes | Mandatos  |
| ----------------------- | --------------------------- | ------ | --------------- | ----------- | --------- |
|                         | Partido Social Democrata    | 5 849  | 34,53 / 100,00  | 8 / 18      | 52 / 144  |
|                         | Partido Socialista          | 4 580  | 27,04 / 100,00  | 6 / 18      | 43 / 144  |
|                         | Centro Democrático Social   | 4 238  | 25,02 / 100,00  | 4 / 18      | 38 / 144  |
|                         | Frente Eleitoral Povo Unido | 988    | 5,83 / 100,00   | 0 / 18      | 4 / 144   |
|                         | Grupo de Cidadãos Eleitores | 656    | 3,87 / 100,00   | 0 / 18      | 7 / 144   |
| Votos Inválidos         | Votos Inválidos             | 626    | 3,70 / 100,00   |             |           |
| Total                   | Total                       | 16 937 | 100,00 / 100,00 | 18 / 18     | 144 / 144 |
| Eleitorado/Participação | Eleitorado/Participação     | 27 487 | 61,62 / 100,00  |             |           |

| Freguesia            | Partido Vencedor                | Partido Vencedor                | %                               | Mandatos                        |
| -------------------- | ------------------------------- | ------------------------------- | ------------------------------- | ------------------------------- |
| Agadão               |                                 | Centro Democrático Social       | 44,07 / 100,00                  | 3 / 7                           |
| Aguada de Baixo      |                                 | Partido Social Democrata        | 51,24 / 100,00                  | 4 / 7                           |
| Aguada de Cima       |                                 | Partido Social Democrata        | 49,46 / 100,00                  | 5 / 9                           |
| Águeda               |                                 | Partido Socialista              | 31,94 / 100,00                  | 4 / 11                          |
| Barrô                |                                 | Partido Social Democrata        | 42,14 / 100,00                  | 3 / 7                           |
| Belazaima do Chão    |                                 | Partido Social Democrata        | 53,70 / 100,00                  | 4 / 7                           |
| Castanheira do Vouga |                                 | Partido Social Democrata        | 54,43 / 100,00                  | 4 / 7                           |
| Espinhel             |                                 | Partido Socialista              | 34,45 / 100,00                  | 3 / 9                           |
| Fermentelos          |                                 | Centro Democrático Social       | 40,00 / 100,00                  | 4 / 9                           |
| Lamas do Vouga       |                                 | Partido Socialista              | 52,78 / 100,00                  | 4 / 7                           |
| Macieira de Alcoba   | Plenário dos Cidadãos Eleitores | Plenário dos Cidadãos Eleitores | Plenário dos Cidadãos Eleitores | Plenário dos Cidadãos Eleitores |
| Macinhata do Vouga   |                                 | Centro Democrático Social       | 42,24 / 100,00                  | 4 / 9                           |
| Óis da Ribeira       |                                 | Partido Socialista              | 55,79 / 100,00                  | 4 / 7                           |
| Préstimo             |                                 | Centro Democrático Social       | 47,07 / 100,00                  | 4 / 7                           |
| Recardães            |                                 | Partido Socialista              | 35,86 / 100,00                  | 4 / 9                           |
| Segadães             |                                 | Partido Socialista              | 40,12 / 100,00                  | 3 / 7                           |
| Travassô             |                                 | Partido Social Democrata        | 53,21 / 100,00                  | 4 / 7                           |
| Trofa                |                                 | Partido Social Democrata        | 37,24 / 100,00                  | 4 / 9                           |
| Valongo do Vouga     |                                 | Partido Social Democrata        | 46,67 / 100,00                  | 5 / 9                           |

### Albergaria-a-Velha

#### Câmara Municipal
| Partido                 | Partido                                 | Votos  | %               | Vereadores |
| ----------------------- | --------------------------------------- | ------ | --------------- | ---------- |
|                         | Partido Social Democrata                | 3 435  | 41,77 / 100,00  | 3 / 7      |
|                         | Centro Democrático Social               | 2 619  | 31,85 / 100,00  | 3 / 7      |
|                         | Partido Socialista                      | 1 341  | 16,31 / 100,00  | 1 / 7      |
|                         | Frente Eleitoral Povo Unido             | 320    | 3,89 / 100,00   | 0 / 7      |
|                         | Grupos Dinamizadores de Unidade Popular | 160    | 1,95 / 100,00   | 0 / 7      |
| Votos Inválidos         | Votos Inválidos                         | 349    | 4,24 / 100,00   |            |
| Total                   | Total                                   | 8 224  | 100,00 / 100,00 | 7 / 7      |
| Eleitorado/Participação | Eleitorado/Participação                 | 13 296 | 61,85 / 100,00  |            |

| Freguesia          | %     | %     | %     | %     | %     | Votantes |
| Freguesia          | PSD   | CDS   | PS    | FEPU  | GDUPs | Votantes |
| ------------------ | ----- | ----- | ----- | ----- | ----- | -------- |
| Freguesia          |       |       |       |       |       | Votantes |
| Albergaria-a-Velha | 37,57 | 38,48 | 14,26 | 3,80  | 2,52  | 1 866    |
| Alquerubim         | 36,56 | 33,20 | 18,86 | 2,45  | 2,33  | 774      |
| Angeja             | 37,55 | 25,44 | 17,47 | 13,76 | 0,98  | 916      |
| Branca             | 53,56 | 22,47 | 17,12 | 2,26  | 1,38  | 1 811    |
| Frossos            | 36,57 | 36,57 | 19,44 | 1,53  | 2,05  | 391      |
| Ribeira de Fráguas | 35,05 | 42,96 | 13,32 | 1,51  | 1,38  | 796      |
| São João de Loure  | 49,26 | 27,97 | 14,04 | 2,49  | 0,91  | 883      |
| Valmaior           | 35,58 | 34,56 | 19,44 | 2,92  | 4,32  | 787      |
| Albergaria-a-Velha | 41,77 | 31,85 | 16,31 | 3,89  | 1,95  | 13 296   |

#### Assembleia Municipal
| Partido                 | Partido                     | Votos  | %               | Deputados |
| ----------------------- | --------------------------- | ------ | --------------- | --------- |
|                         | Partido Social Democrata    | 3 404  | 41,39 / 100,00  | 5 / 10    |
|                         | Centro Democrático Social   | 2 572  | 31,27 / 100,00  | 3 / 10    |
|                         | Partido Socialista          | 1 490  | 18,12 / 100,00  | 2 / 10    |
|                         | Frente Eleitoral Povo Unido | 385    | 4,68 / 100,00   | 0 / 10    |
| Votos Inválidos         | Votos Inválidos             | 349    | 4,54 / 100,00   |           |
| Total                   | Total                       | 8 224  | 100,00 / 100,00 | 10 / 10   |
| Eleitorado/Participação | Eleitorado/Participação     | 13 296 | 61,85 / 100,00  |           |

| Freguesia          | %     | %     | %     | %    | Votantes |
| Freguesia          | PSD   | CDS   | PS    | FEPU | Votantes |
| ------------------ | ----- | ----- | ----- | ---- | -------- |
| Freguesia          |       |       |       |      | Votantes |
| Albergaria-a-Velha | 35,80 | 37,83 | 16,45 | 6,00 | 1 866    |
| Alquerubim         | 37,73 | 32,17 | 21,06 | 3,49 | 774      |
| Angeja             | 39,74 | 24,02 | 20,85 | 9,61 | 916      |
| Branca             | 52,90 | 22,58 | 18,06 | 2,93 | 1 811    |
| Frossos            | 37,08 | 37,34 | 19,69 | 2,30 | 391      |
| Ribeira de Fráguas | 35,93 | 39,95 | 13,94 | 3,52 | 796      |
| São João de Loure  | 49,60 | 27,29 | 15,06 | 3,06 | 883      |
| Valmaior           | 32,15 | 35,96 | 23,00 | 5,21 | 787      |
| Albergaria-a-Velha | 41,39 | 31,27 | 18,12 | 4,68 | 13 296   |

#### Juntas de Freguesia
| Partido                 | Partido                                 | Votos  | %               | Presidentes | Mandatos |
| ----------------------- | --------------------------------------- | ------ | --------------- | ----------- | -------- |
|                         | Partido Social Democrata                | 3 237  | 39,36 / 100,00  | 5 / 8       | 30 / 74  |
|                         | CDS – Partido Popular                   | 2 670  | 32,47 / 100,00  | 3 / 8       | 25 / 74  |
|                         | Partido Socialista                      | 1 574  | 19,14 / 100,00  | 0 / 8       | 12 / 74  |
|                         | Grupo de Cidadãos Eleitores             | 176    | 2,14 / 100,00   | 0 / 8       | 2 / 74   |
|                         | Grupos Dinamizadores de Unidade Popular | 134    | 1,63 / 100,00   | 0 / 8       | 1 / 74   |
|                         | Frente Eleitoral Povo Unido             | 80     | 2,45 / 100,00   | 0 / 8       | 0 / 74   |
| Votos Inválidos         | Votos Inválidos                         | 353    | 4,29 / 100,00   |             |          |
| Total                   | Total                                   | 8 224  | 100,00 / 100,00 | 8 / 8       | 74 / 74  |
| Eleitorado/Participação | Eleitorado/Participação                 | 13 296 | 61,85 / 100,00  |             |          |

| Freguesia          | Partido Vencedor | Partido Vencedor          | %              | Mandatos |
| ------------------ | ---------------- | ------------------------- | -------------- | -------- |
| Albergaria-a-Velha |                  | Centro Democrático Social | 39,98 / 100,00 | 4 / 9    |
| Alquerubim         |                  | Partido Social Democrata  | 35,66 / 100,00 | 4 / 9    |
| Angeja             |                  | Partido Social Democrata  | 38,97 / 100,00 | 4 / 9    |
| Branca             |                  | Partido Social Democrata  | 51,41 / 100,00 | 5 / 9    |
| Frossos            |                  | Partido Social Democrata  | 37,34 / 100,00 | 3 / 7    |
| Ribeira de Fráguas |                  | Centro Democrático Social | 40,08 / 100,00 | 4 / 9    |
| São João de Loure  |                  | Partido Social Democrata  | 49,38 / 100,00 | 5 / 9    |
| Valmaior           |                  | Centro Democrático Social | 40,03 / 100,00 | 4 / 9    |

### Anadia

#### Câmara Municipal
| Partido                 | Partido                     | Votos  | %               | Vereadores |
| ----------------------- | --------------------------- | ------ | --------------- | ---------- |
|                         | Partido Social Democrata    | 6 095  | 45,23 / 100,00  | 4 / 7      |
|                         | Centro Democrático Social   | 3 585  | 26,60 / 100,00  | 2 / 7      |
|                         | Partido Socialista          | 2 957  | 21,94 / 100,00  | 1 / 7      |
|                         | Frente Eleitoral Povo Unido | 403    | 2,99 / 100,00   | 0 / 7      |
| Votos Inválidos         | Votos Inválidos             | 437    | 3,24 / 100,00   |            |
| Total                   | Total                       | 13 477 | 100,00 / 100,00 | 7 / 7      |
| Eleitorado/Participação | Eleitorado/Participação     | 20 455 | 65,89 / 100,00  |            |

| Freguesia              | %     | %     | %     | %    | Votantes |
| Freguesia              | PSD   | CDS   | PS    | FEPU | Votantes |
| ---------------------- | ----- | ----- | ----- | ---- | -------- |
| Freguesia              |       |       |       |      | Votantes |
| Amoreira da Gândara    | 40,68 | 42,43 | 11,22 | 1,08 | 740      |
| Ancas                  | 52,05 | 22,31 | 21,28 | 1,28 | 390      |
| Arcos                  | 35,73 | 18,56 | 35,63 | 7,84 | 2 015    |
| Avelãs de Caminho      | 23,15 | 35,08 | 38,52 | 1,08 | 553      |
| Avelãs de Cima         | 51,24 | 31,01 | 14,12 | 0,76 | 1 048    |
| Mogofores              | 28,79 | 28,79 | 32,03 | 3,03 | 462      |
| Moita                  | 51,38 | 21,59 | 20,16 | 3,03 | 1 121    |
| Óis do Bairro          | 41,67 | 28,89 | 26,11 | 1,11 | 180      |
| Sangalhos              | 52,69 | 23,57 | 18,29 | 2,23 | 1 837    |
| São Lourenço do Bairro | 46,27 | 32,68 | 14,41 | 3,60 | 1 582    |
| Tamengos               | 53,04 | 18,09 | 23,04 | 2,26 | 1 150    |
| Vila Nova de Monsarros | 43,09 | 21,61 | 29,00 | 2,60 | 731      |
| Vilarinho do Bairro    | 47,78 | 32,85 | 14,99 | 1,50 | 1 668    |
| Anadia                 | 45,23 | 26,60 | 21,94 | 2,99 | 13 477   |

#### Assembleia Municipal
| Partido                 | Partido                     | Votos  | %               | Deputados |
| ----------------------- | --------------------------- | ------ | --------------- | --------- |
|                         | Partido Social Democrata    | 6 098  | 45,25 / 100,00  | 8 / 16    |
|                         | Centro Democrático Social   | 3 577  | 26,54 / 100,00  | 4 / 16    |
|                         | Partido Socialista          | 2 949  | 21,88 / 100,00  | 4 / 16    |
|                         | Frente Eleitoral Povo Unido | 406    | 3,01 / 100,00   | 0 / 16    |
| Votos Inválidos         | Votos Inválidos             | 447    | 3,32 / 100,00   |           |
| Total                   | Total                       | 13 477 | 100,00 / 100,00 | 16 / 16   |
| Eleitorado/Participação | Eleitorado/Participação     | 20 455 | 65,89 / 100,00  |           |

| Freguesia              | %     | %     | %     | %    | Votantes |
| Freguesia              | PSD   | CDS   | PS    | FEPU | Votantes |
| ---------------------- | ----- | ----- | ----- | ---- | -------- |
| Freguesia              |       |       |       |      | Votantes |
| Amoreira da Gândara    | 40,95 | 42,43 | 10,81 | 1,22 | 740      |
| Ancas                  | 51,03 | 22,56 | 21,79 | 1,28 | 390      |
| Arcos                  | 34,39 | 19,01 | 36,13 | 8,09 | 2 015    |
| Avelãs de Caminho      | 22,24 | 36,17 | 37,43 | 1,63 | 553      |
| Avelãs de Cima         | 52,77 | 30,15 | 13,65 | 0,86 | 1 048    |
| Mogofores              | 29,22 | 28,57 | 32,25 | 3,03 | 462      |
| Moita                  | 50,85 | 20,79 | 21,05 | 2,94 | 1 121    |
| Óis do Bairro          | 41,67 | 28,33 | 26,67 | 1,11 | 180      |
| Sangalhos              | 53,18 | 23,30 | 17,96 | 2,23 | 1 837    |
| São Lourenço do Bairro | 46,90 | 32,43 | 14,66 | 3,10 | 1 582    |
| Tamengos               | 51,91 | 19,48 | 21,65 | 2,61 | 1 150    |
| Vila Nova de Monsarros | 44,87 | 21,07 | 29,00 | 1,92 | 731      |
| Vilarinho do Bairro    | 48,14 | 32,43 | 14,99 | 1,68 | 1 668    |
| Anadia                 | 45,25 | 26,54 | 21,88 | 3,01 | 13 477   |

#### Juntas de Freguesia
| Partido                 | Partido                     | Votos  | %               | Presidentes | Mandatos  |
| ----------------------- | --------------------------- | ------ | --------------- | ----------- | --------- |
|                         | Partido Social Democrata    | 6 097  | 45,85 / 100,00  | 9 / 12      | 49 / 100  |
|                         | Centro Democrático Social   | 3 605  | 27,11 / 100,00  | 0 / 12      | 28 / 100  |
|                         | Partido Socialista          | 2 921  | 21,97 / 100,00  | 3 / 12      | 23 / 100  |
|                         | Frente Eleitoral Povo Unido | 271    | 2,04 / 100,00   | 0 / 12      | 0 / 100   |
| Votos Inválidos         | Votos Inválidos             | 403    | 3,03 / 100,00   |             |           |
| Total                   | Total                       | 13 297 | 100,00 / 100,00 | 12 / 12     | 100 / 100 |
| Eleitorado/Participação | Eleitorado/Participação     | 20 177 | 65,90 / 100,00  |             |           |

| Freguesia              | Partido Vencedor                | Partido Vencedor                | %                               | Mandatos                        |
| ---------------------- | ------------------------------- | ------------------------------- | ------------------------------- | ------------------------------- |
| Amoreira da Gândara    |                                 | Partido Social Democrata        | 43,51 / 100,00                  | 4 / 7                           |
| Ancas                  |                                 | Partido Social Democrata        | 51,79 / 100,00                  | 4 / 7                           |
| Arcos                  |                                 | Partido Socialista              | 36,82 / 100,00                  | 4 / 9                           |
| Avelãs de Caminho      |                                 | Partido Socialista              | 39,06 / 100,00                  | 3 / 7                           |
| Avelãs de Cima         |                                 | Partido Social Democrata        | 52,48 / 100,00                  | 5 / 9                           |
| Mogofores              |                                 | Partido Socialista              | 34,63 / 100,00                  | 3 / 7                           |
| Moita                  |                                 | Partido Social Democrata        | 51,83 / 100,00                  | 5 / 9                           |
| Óis do Bairro          | Plenário dos Cidadãos Eleitores | Plenário dos Cidadãos Eleitores | Plenário dos Cidadãos Eleitores | Plenário dos Cidadãos Eleitores |
| Sangalhos              |                                 | Partido Social Democrata        | 54,76 / 100,00                  | 5 / 9                           |
| São Lourenço do Bairro |                                 | Partido Social Democrata        | 44,69 / 100,00                  | 5 / 9                           |
| Tamengos               |                                 | Partido Social Democrata        | 54,43 / 100,00                  | 5 / 9                           |
| Vila Nova de Monsarros |                                 | Partido Social Democrata        | 44,46 / 100,00                  | 4 / 9                           |
| Vilarinho do Bairro    |                                 | Partido Social Democrata        | 48,98 / 100,00                  | 5 / 9                           |

### Arouca

#### Câmara Municipal
| Partido                 | Partido                     | Votos  | %               | Vereadores |
| ----------------------- | --------------------------- | ------ | --------------- | ---------- |
|                         | Partido Social Democrata    | 4 949  | 50,68 / 100,00  | 4 / 7      |
|                         | Centro Democrático Social   | 2 689  | 27,54 / 100,00  | 2 / 7      |
|                         | Partido Socialista          | 1 104  | 11,31 / 100,00  | 1 / 7      |
|                         | Frente Eleitoral Povo Unido | 516    | 5,28 / 100,00   | 0 / 7      |
| Votos Inválidos         | Votos Inválidos             | 507    | 5,19 / 100,00   |            |
| Total                   | Total                       | 9 765  | 100,00 / 100,00 | 7 / 7      |
| Eleitorado/Participação | Eleitorado/Participação     | 14 972 | 65,22 / 100,00  |            |

| Freguesia             | %     | %     | %     | %     | Votantes |
| Freguesia             | PSD   | CDS   | PS    | FEPU  | Votantes |
| --------------------- | ----- | ----- | ----- | ----- | -------- |
| Freguesia             |       |       |       |       | Votantes |
| Albergaria das Cabras | 37,76 | 7,14  | 28,57 | 12,24 | 98       |
| Alvarenga             | 38,48 | 38,59 | 10,96 | 4,92  | 894      |
| Arouca                | 51,55 | 18,72 | 18,93 | 6,63  | 935      |
| Burgo                 | 54,41 | 20,43 | 14,05 | 4,98  | 783      |
| Cabreiros             | 51,28 | 12,82 | 14,53 | 5,98  | 117      |
| Canelas               | 65,63 | 13,44 | 5,31  | 9,38  | 320      |
| Chave                 | 27,45 | 44,93 | 17,81 | 4,41  | 612      |
| Covelo de Paivó       | 73,49 | 3,61  | 15,66 | 6,02  | 83       |
| Escariz               | 39,92 | 45,41 | 7,91  | 2,30  | 784      |
| Espiunca              | 59,48 | 28,25 | 5,20  | 3,35  | 269      |
| Fermedo               | 48,96 | 28,47 | 10,42 | 7,99  | 576      |
| Janarde               | 75,47 | 14,15 | 6,60  | 0,94  | 106      |
| Mansores              | 60,18 | 27,75 | 5,95  | 2,16  | 555      |
| Moldes                | 59,85 | 17,26 | 11,26 | 5,82  | 533      |
| Rossas                | 44,20 | 35,86 | 6,03  | 7,73  | 647      |
| Santa Eulália         | 56,32 | 22,48 | 12,63 | 4,50  | 934      |
| São Miguel do Mato    | 58,02 | 29,14 | 7,75  | 1,07  | 374      |
| Tropeço               | 51,35 | 24,95 | 12,89 | 4,57  | 481      |
| Urrô                  | 57,08 | 20,48 | 8,71  | 10,24 | 459      |
| Várzea                | 65,85 | 21,46 | 5,37  | 3,90  | 205      |
| Arouca                | 50,68 | 27,54 | 11,31 | 5,28  | 9 765    |

#### Assembleia Municipal
| Partido                 | Partido                     | Votos  | %               | Deputados |
| ----------------------- | --------------------------- | ------ | --------------- | --------- |
|                         | Partido Social Democrata    | 4 781  | 48,98 / 100,00  | 11 / 21   |
|                         | Centro Democrático Social   | 2 764  | 28,31 / 100,00  | 6 / 21    |
|                         | Partido Socialista          | 1 245  | 12,75 / 100,00  | 3 / 21    |
|                         | Frente Eleitoral Povo Unido | 446    | 4,57 / 100,00   | 1 / 21    |
| Votos Inválidos         | Votos Inválidos             | 526    | 5,37 / 100,00   |           |
| Total                   | Total                       | 9 762  | 100,00 / 100,00 | 21 / 21   |
| Eleitorado/Participação | Eleitorado/Participação     | 14 972 | 65,20 / 100,00  |           |

| Freguesia             | %     | %     | %     | %     | Votantes |
| Freguesia             | PSD   | CDS   | PS    | FEPU  | Votantes |
| --------------------- | ----- | ----- | ----- | ----- | -------- |
| Freguesia             |       |       |       |       | Votantes |
| Albergaria das Cabras | 29,59 | 15,31 | 25,51 | 14,29 | 98       |
| Alvarenga             | 37,92 | 36,80 | 13,09 | 3,91  | 894      |
| Arouca                | 48,55 | 20,58 | 21,86 | 4,93  | 933      |
| Burgo                 | 53,26 | 21,71 | 14,94 | 4,34  | 783      |
| Cabreiros             | 48,72 | 16,24 | 17,09 | 5,13  | 117      |
| Canelas               | 62,81 | 15,00 | 6,56  | 8,44  | 320      |
| Chave                 | 25,49 | 46,57 | 18,46 | 3,76  | 612      |
| Covelo de Paivó       | 68,67 | 10,84 | 18,07 | 1,20  | 83       |
| Escariz               | 37,12 | 47,19 | 8,16  | 2,55  | 784      |
| Espiunca              | 60,45 | 26,87 | 6,34  | 2,99  | 268      |
| Fermedo               | 48,26 | 27,60 | 13,72 | 6,94  | 576      |
| Janarde               | 69,81 | 16,04 | 5,66  | 0,94  | 106      |
| Mansores              | 60,54 | 27,21 | 5,95  | 1,80  | 555      |
| Moldes                | 59,66 | 18,20 | 11,63 | 4,88  | 533      |
| Rossas                | 40,19 | 37,25 | 8,19  | 7,42  | 647      |
| Santa Eulália         | 55,89 | 23,45 | 13,28 | 3,75  | 934      |
| São Miguel do Mato    | 58,82 | 27,01 | 8,82  | 2,14  | 374      |
| Tropeço               | 47,82 | 26,82 | 14,97 | 3,53  | 481      |
| Urrô                  | 55,56 | 19,83 | 11,55 | 8,93  | 459      |
| Várzea                | 61,46 | 24,39 | 8,29  | 2,93  | 205      |
| Arouca                | 48,98 | 28,31 | 12,75 | 4,57  | 9 765    |

#### Juntas de Freguesia
| Partido                 | Partido                     | Votos  | %               | Presidentes | Mandatos  |
| ----------------------- | --------------------------- | ------ | --------------- | ----------- | --------- |
|                         | Partido Social Democrata    | 4 375  | 47,75 / 100,00  | 10 / 15     | 64 / 115  |
|                         | Centro Democrático Social   | 2 749  | 30,00 / 100,00  | 4 / 15      | 34 / 115  |
|                         | Partido Socialista          | 739    | 8,07 / 100,00   | 0 / 15      | 8 / 115   |
|                         | Grupo de Cidadãos Eleitores | 692    | 7,55 / 100,00   | 1 / 15      | 9 / 115   |
| Votos Inválidos         | Votos Inválidos             | 607    | 6,63 / 100,00   |             |           |
| Total                   | Total                       | 9 162  | 100,00 / 100,00 | 15 / 15     | 115 / 115 |
| Eleitorado/Participação | Eleitorado/Participação     | 13 939 | 65,93 / 100,00  |             |           |

| Freguesia             | Partido Vencedor                | Partido Vencedor                | %                               | Mandatos                        |
| --------------------- | ------------------------------- | ------------------------------- | ------------------------------- | ------------------------------- |
| Albergaria das Cabras | Plenário dos Cidadãos Eleitores | Plenário dos Cidadãos Eleitores | Plenário dos Cidadãos Eleitores | Plenário dos Cidadãos Eleitores |
| Alvarenga             |                                 | Centro Democrático Social       | 46,42 / 100,00                  | 5 / 9                           |
| Arouca                |                                 | Partido Social Democrata        | 52,41 / 100,00                  | 5 / 9                           |
| Burgo                 |                                 | Partido Social Democrata        | 52,74 / 100,00                  | 6 / 9                           |
| Cabreiros             | Plenário dos Cidadãos Eleitores | Plenário dos Cidadãos Eleitores | Plenário dos Cidadãos Eleitores | Plenário dos Cidadãos Eleitores |
| Canelas               |                                 | Partido Social Democrata        | 70,63 / 100,00                  | 6 / 7                           |
| Chave                 |                                 | Centro Democrático Social       | 49,18 / 100,00                  | 4 / 7                           |
| Covelo de Paivó       | Plenário dos Cidadãos Eleitores | Plenário dos Cidadãos Eleitores | Plenário dos Cidadãos Eleitores | Plenário dos Cidadãos Eleitores |
| Escariz               |                                 | Centro Democrático Social       | 55,36 / 100,00                  | 5 / 9                           |
| Espiunca              |                                 | Partido Social Democrata        | 64,10 / 100,00                  | 5 / 7                           |
| Fermedo               |                                 | Partido Social Democrata        | 48,09 / 100,00                  | 4 / 7                           |
| Janarde               | Plenário dos Cidadãos Eleitores | Plenário dos Cidadãos Eleitores | Plenário dos Cidadãos Eleitores | Plenário dos Cidadãos Eleitores |
| Mansores              |                                 | Grupo de Cidadãos Eleitores     | 53,15 / 100,00                  | 4 / 7                           |
| Moldes                |                                 | Partido Social Democrata        | 59,29 / 100,00                  | 5 / 7                           |
| Rossas                |                                 | Centro Democrático Social       | 40,19 / 100,00                  | 3 / 7                           |
| Santa Eulália         |                                 | Partido Social Democrata        | 60,71 / 100,00                  | 6 / 9                           |
| São Miguel do Mato    |                                 | Partido Social Democrata        | 66,31 / 100,00                  | 5 / 7                           |
| Tropeço               |                                 | Partido Social Democrata        | 44,07 / 100,00                  | 3 / 7                           |
| Urrô                  |                                 | Partido Social Democrata        | 63,62 / 100,00                  | 6 / 7                           |
| Várzea                | Plenário dos Cidadãos Eleitores | Plenário dos Cidadãos Eleitores | Plenário dos Cidadãos Eleitores | Plenário dos Cidadãos Eleitores |

### Aveiro

#### Câmara Municipal
| Partido                 | Partido                                            | Votos  | %               | Vereadores |
| ----------------------- | -------------------------------------------------- | ------ | --------------- | ---------- |
|                         | Centro Democrático Social                          | 9 678  | 37,52 / 100,00  | 3 / 7      |
|                         | Partido Socialista                                 | 6 412  | 24,86 / 100,00  | 2 / 7      |
|                         | Partido Social Democrata                           | 6 249  | 24,22 / 100,00  | 2 / 7      |
|                         | Frente Eleitoral Povo Unido                        | 1 898  | 7,36 / 100,00   | 0 / 7      |
|                         | MRPP                                               | 354    | 1,37 / 100,00   | 0 / 7      |
|                         | Partido Comunista de Portugal (marxista-leninista) | 195    | 0,76 / 100,00   | 0 / 7      |
| Votos Inválidos         | Votos Inválidos                                    | 1 011  | 3,92 / 100,00   |            |
| Total                   | Total                                              | 25 797 | 100,00 / 100,00 | 7 / 7      |
| Eleitorado/Participação | Eleitorado/Participação                            | 37 838 | 68,18 / 100,00  |            |

| Freguesia    | %     | %     | %     | %     | %    | %        | Votantes |
| Freguesia    | CDS   | PS    | PSD   | FEPU  | MRPP | PCP(m-l) | Votantes |
| ------------ | ----- | ----- | ----- | ----- | ---- | -------- | -------- |
| Freguesia    |       |       |       |       |      |          | Votantes |
| Aradas       | 44,49 | 22,85 | 24,07 | 2,85  | 1,47 | 1,06     | 3 120    |
| Cacia        | 35,49 | 22,97 | 26,43 | 7,58  | 1,11 | 1,06     | 2 164    |
| Eirol        | 48,48 | 12,47 | 32,41 | 1,66  | 1,94 | 0,00     | 361      |
| Eixo         | 41,92 | 17,71 | 28,23 | 5,26  | 1,24 | 0,77     | 1 293    |
| Esgueira     | 32,52 | 28,96 | 22,64 | 9,28  | 0,78 | 1,01     | 3 954    |
| Glória       | 36,91 | 31,63 | 16,41 | 10,54 | 1,05 | 0,55     | 4 552    |
| Nariz        | 46,86 | 5,75  | 38,06 | 1,44  | 2,15 | 0,90     | 557      |
| Oliveirinha  | 37,26 | 8,21  | 45,22 | 1,64  | 2,69 | 0,45     | 2 010    |
| Requeixo     | 43,93 | 7,36  | 39,94 | 1,33  | 2,27 | 0,55     | 1 277    |
| São Bernardo | 45,26 | 23,44 | 23,60 | 1,87  | 0,73 | 0,89     | 1 233    |
| São Jacinto  | 26,50 | 40,17 | 9,83  | 10,47 | 2,99 | 1,92     | 468      |
| Vera Cruz    | 32,99 | 32,76 | 17,35 | 12,35 | 1,33 | 0,48     | 4 808    |
| Aveiro       | 37,52 | 24,86 | 24,22 | 7,36  | 1,37 | 0,76     | 25 797   |

#### Assembleia Municipal
| Partido                 | Partido                      | Votos  | %               | Deputados |
| ----------------------- | ---------------------------- | ------ | --------------- | --------- |
|                         | Centro Democrático Social    | 9 656  | 37,41 / 100,00  | 7 / 16    |
|                         | Partido Socialista           | 6 350  | 24,86 / 100,00  | 4 / 16    |
|                         | Partido Social Democrata     | 6 276  | 24,31 / 100,00  | 4 / 16    |
|                         | Frente Eleitoral Povo Unido  | 2 201  | 8,53 / 100,00   | 1 / 16    |
|                         | Partido da Democracia Cristã | 211    | 0,82 / 100,00   | 0 / 16    |
| Votos Inválidos         | Votos Inválidos              | 1 118  | 4,33 / 100,00   |           |
| Total                   | Total                        | 25 812 | 100,00 / 100,00 | 16 / 16   |
| Eleitorado/Participação | Eleitorado/Participação      | 37 838 | 68,22 / 100,00  |           |

| Freguesia    | %     | %     | %     | %     | %    | Votantes |
| Freguesia    | CDS   | PS    | PSD   | FEPU  | PDC  | Votantes |
| ------------ | ----- | ----- | ----- | ----- | ---- | -------- |
| Freguesia    |       |       |       |       |      | Votantes |
| Aradas       | 44,27 | 23,51 | 23,70 | 3,58  | 0,93 | 3 131    |
| Cacia        | 36,00 | 21,63 | 25,97 | 9,70  | 1,11 | 2 164    |
| Eirol        | 47,09 | 12,47 | 33,24 | 2,49  | 0,83 | 361      |
| Eixo         | 42,15 | 17,71 | 28,07 | 6,81  | 0,85 | 1 293    |
| Esgueira     | 33,21 | 27,49 | 21,98 | 11,05 | 0,91 | 3 954    |
| Glória       | 36,51 | 30,14 | 17,03 | 12,04 | 0,79 | 4 552    |
| Nariz        | 48,12 | 5,01  | 37,75 | 3,40  | 0,72 | 559      |
| Oliveirinha  | 36,35 | 10,24 | 45,65 | 1,64  | 1,09 | 2 011    |
| Requeixo     | 43,32 | 8,37  | 40,34 | 1,80  | 0,86 | 1 279    |
| São Bernardo | 46,23 | 23,03 | 24,17 | 2,35  | 0,81 | 1 233    |
| São Jacinto  | 26,50 | 41,03 | 9,62  | 11,97 | 1,28 | 468      |
| Vera Cruz    | 32,31 | 33,20 | 17,83 | 13,25 | 0,40 | 4 807    |
| Aveiro       | 37,41 | 24,86 | 24,31 | 8,53  | 0,82 | 25 812   |

#### Juntas de Freguesia
| Partido                 | Partido                     | Votos  | %               | Presidentes | Mandatos  |
| ----------------------- | --------------------------- | ------ | --------------- | ----------- | --------- |
|                         | Centro Democrático Social   | 9 936  | 38,51 / 100,00  | 8 / 12      | 50 / 108  |
|                         | Partido Social Democrata    | 6 669  | 25,85 / 100,00  | 2 / 12      | 33 / 108  |
|                         | Partido Socialista          | 5 920  | 22,95 / 100,00  | 2 / 12      | 20 / 108  |
|                         | Frente Eleitoral Povo Unido | 1 633  | 6,33 / 100,00   | 0 / 12      | 4 / 108   |
|                         | Grupo de Cidadãos Eleitores | 337    | 1,31 / 100,00   | 0 / 12      | 1 / 108   |
|                         | MRPP                        | 84     | 0,33 / 100,00   | 0 / 12      | 0 / 108   |
| Votos Inválidos         | Votos Inválidos             | 1 220  | 4,73 / 100,00   |             |           |
| Total                   | Total                       | 25 799 | 100,00 / 100,00 | 12 / 12     | 108 / 108 |
| Eleitorado/Participação | Eleitorado/Participação     | 37 838 | 68,18 / 100,00  |             |           |

| Freguesia    | Partido Vencedor | Partido Vencedor          | %              | Mandatos |
| ------------ | ---------------- | ------------------------- | -------------- | -------- |
| Aradas       |                  | Centro Democrático Social | 47,95 / 100,00 | 5 / 9    |
| Cacia        |                  | Centro Democrático Social | 36,65 / 100,00 | 4 / 9    |
| Eirol        |                  | Centro Democrático Social | 48,48 / 100,00 | 4 / 7    |
| Eixo         |                  | Partido Social Democrata  | 38,52 / 100,00 | 4 / 9    |
| Esgueira     |                  | Centro Democrático Social | 33,23 / 100,00 | 4 / 11   |
| Glória       |                  | Centro Democrático Social | 37,10 / 100,00 | 4 / 11   |
| Nariz        |                  | Centro Democrático Social | 48,65 / 100,00 | 4 / 7    |
| Oliveirinha  |                  | Partido Social Democrata  | 52,06 / 100,00 | 5 / 9    |
| Requeixo     |                  | Centro Democrático Social | 45,27 / 100,00 | 5 / 9    |
| São Bernardo |                  | Centro Democrático Social | 51,09 / 100,00 | 6 / 9    |
| São Jacinto  |                  | Partido Socialista        | 47,86 / 100,00 | 4 / 7    |
| Vera Cruz    |                  | Partido Socialista        | 33,38 / 100,00 | 4 / 11   |

### Castelo de Paiva

#### Câmara Municipal
| Partido                 | Partido                     | Votos | %               | Vereadores |
| ----------------------- | --------------------------- | ----- | --------------- | ---------- |
|                         | Partido Social Democrata    | 2 589 | 45,08 / 100,00  | 2 / 5      |
|                         | Partido Socialista          | 1 803 | 31,39 / 100,00  | 2 / 5      |
|                         | Centro Democrático Social   | 902   | 15,71 / 100,00  | 1 / 5      |
|                         | Frente Eleitoral Povo Unido | 227   | 3,95 / 100,00   | 0 / 5      |
| Votos Inválidos         | Votos Inválidos             | 222   | 3,86 / 100,00   |            |
| Total                   | Total                       | 5 743 | 100,00 / 100,00 | 5 / 5      |
| Eleitorado/Participação | Eleitorado/Participação     | 9 893 | 58,05 / 100,00  |            |

| Freguesia                | %     | %     | %     | %    | Votantes |
| Freguesia                | PSD   | PS    | CDS   | FEPU | Votantes |
| ------------------------ | ----- | ----- | ----- | ---- | -------- |
| Freguesia                |       |       |       |      | Votantes |
| Bairros                  | 55,18 | 28,04 | 11,07 | 1,96 | 560      |
| Fornos                   | 39,37 | 29,00 | 25,83 | 2,11 | 569      |
| Paraíso                  | 39,75 | 28,40 | 19,51 | 8,40 | 405      |
| Pedorido                 | 35,86 | 38,93 | 12,92 | 7,11 | 619      |
| Raiva                    | 39,53 | 39,90 | 7,83  | 7,47 | 817      |
| Real                     | 37,24 | 41,73 | 14,61 | 1,93 | 623      |
| Santa Maria de Sardoura  | 55,85 | 19,67 | 18,27 | 2,46 | 854      |
| São Martinho de Sardoura | 52,77 | 26,68 | 17,59 | 1,78 | 506      |
| Sobrado                  | 47,34 | 29,87 | 16,96 | 2,91 | 790      |
| Castelo de Paiva         | 45,08 | 31,39 | 15,71 | 3,95 | 5 743    |

#### Assembleia Municipal
| Partido                 | Partido                     | Votos | %               | Vereadores |
| ----------------------- | --------------------------- | ----- | --------------- | ---------- |
|                         | Partido Social Democrata    | 2 409 | 41,95 / 100,00  | 5 / 10     |
|                         | Partido Socialista          | 1 817 | 31,64 / 100,00  | 3 / 10     |
|                         | Centro Democrático Social   | 931   | 16,21 / 100,00  | 2 / 10     |
|                         | Frente Eleitoral Povo Unido | 339   | 5,90 / 100,00   | 0 / 10     |
| Votos Inválidos         | Votos Inválidos             | 147   | 4,31 / 100,00   |            |
| Total                   | Total                       | 5 743 | 100,00 / 100,00 | 10 / 10    |
| Eleitorado/Participação | Eleitorado/Participação     | 9 893 | 58,05 / 100,00  |            |

| Freguesia                | %     | %     | %     | %     | Votantes |
| Freguesia                | PSD   | PS    | CDS   | FEPU  | Votantes |
| ------------------------ | ----- | ----- | ----- | ----- | -------- |
| Freguesia                |       |       |       |       | Votantes |
| Bairros                  | 50,00 | 30,36 | 10,36 | 5,36  | 560      |
| Fornos                   | 35,68 | 28,82 | 27,07 | 3,87  | 569      |
| Paraíso                  | 37,78 | 29,14 | 18,52 | 10,37 | 405      |
| Pedorido                 | 32,47 | 39,58 | 12,60 | 9,69  | 619      |
| Raiva                    | 34,27 | 41,74 | 8,45  | 9,91  | 817      |
| Real                     | 35,31 | 42,05 | 14,45 | 3,69  | 623      |
| Santa Maria de Sardoura  | 51,64 | 20,61 | 19,56 | 4,57  | 854      |
| São Martinho de Sardoura | 50,79 | 24,51 | 19,37 | 2,96  | 506      |
| Sobrado                  | 47,34 | 27,47 | 17,97 | 3,42  | 790      |
| Castelo de Paiva         | 41,95 | 31,64 | 16,21 | 5,90  | 5 743    |

#### Juntas de Freguesia
| Partido                 | Partido                     | Votos | %               | Presidentes | Mandatos |
| ----------------------- | --------------------------- | ----- | --------------- | ----------- | -------- |
|                         | Partido Social Democrata    | 2 345 | 40,83 / 100,00  | 5 / 9       | 30 / 71  |
|                         | Partido Socialista          | 1 936 | 33,70 / 100,00  | 3 / 9       | 25 / 71  |
|                         | Centro Democrático Social   | 1 046 | 18,21 / 100,00  | 1 / 9       | 14 / 71  |
|                         | Grupo de Cidadãos Eleitores | 115   | 2,00 / 100,00   | 0 / 9       | 1 / 71   |
|                         | Frente Eleitoral Povo Unido | 112   | 1,95 / 100,00   | 0 / 9       | 1 / 71   |
| Votos Inválidos         | Votos Inválidos             | 190   | 3,31 / 100,00   |             |          |
| Total                   | Total                       | 5 744 | 100,00 / 100,00 | 9 / 9       | 71 / 71  |
| Eleitorado/Participação | Eleitorado/Participação     | 9 893 | 58,06 / 100,00  |             |          |

| Freguesia                | Partido Vencedor | Partido Vencedor          | %              | Mandatos |
| ------------------------ | ---------------- | ------------------------- | -------------- | -------- |
| Bairros                  |                  | Partido Social Democrata  | 48,13 / 100,00 | 3 / 7    |
| Fornos                   |                  | Centro Democrático Social | 39,89 / 100,00 | 4 / 9    |
| Paraíso                  |                  | Partido Social Democrata  | 39,75 / 100,00 | 3 / 7    |
| Pedorido                 |                  | Partido Socialista        | 38,93 / 100,00 | 3 / 7    |
| Raiva                    |                  | Partido Socialista        | 40,51 / 100,00 | 4 / 9    |
| Real                     |                  | Partido Socialista        | 54,09 / 100,00 | 4 / 7    |
| Santa Maria de Sardoura  |                  | Partido Social Democrata  | 52,34 / 100,00 | 5 / 9    |
| São Martinho de Sardoura |                  | Partido Social Democrata  | 53,16 / 100,00 | 4 / 7    |
| Sobrado                  |                  | Partido Social Democrata  | 46,71 / 100,00 | 4 / 9    |

### Espinho

#### Câmara Municipal
| Partido                 | Partido                                            | Votos  | %               | Vereadores |
| ----------------------- | -------------------------------------------------- | ------ | --------------- | ---------- |
|                         | Partido Socialista                                 | 5 567  | 38,30 / 100,00  | 3 / 7      |
|                         | Partido Social Democrata                           | 4 171  | 28,69 / 100,00  | 2 / 7      |
|                         | Centro Democrático Social                          | 2 037  | 14,01 / 100,00  | 1 / 7      |
|                         | Frente Eleitoral Povo Unido                        | 2 005  | 13,79 / 100,00  | 1 / 7      |
|                         | Grupos Dinamizadores de Unidade Popular            | 171    | 1,18 / 100,00   | 0 / 7      |
|                         | Partido Comunista de Portugal (marxista-leninista) | 163    | 1,12 / 100,00   | 0 / 7      |
| Votos Inválidos         | Votos Inválidos                                    | 422    | 2,90 / 100,00   |            |
| Total                   | Total                                              | 14 536 | 100,00 / 100,00 | 7 / 7      |
| Eleitorado/Participação | Eleitorado/Participação                            | 19 939 | 72,90 / 100,00  |            |

| Freguesia | %     | %     | %     | %     | %    | %        | Vontantes |
| Freguesia | PS    | PSD   | CDS   | FEPU  | GDUP | PCP(m-l) | Vontantes |
| --------- | ----- | ----- | ----- | ----- | ---- | -------- | --------- |
| Freguesia |       |       |       |       |      |          | Vontantes |
| Anta      | 35,76 | 31,81 | 10,03 | 16,72 | 0,94 | 1,85     | 2 763     |
| Espinho   | 34,17 | 32,61 | 17,00 | 12,82 | 0,88 | 0,59     | 6 784     |
| Guetim    | 31,33 | 40,56 | 9,22  | 4,54  | 4,98 | 1,90     | 683       |
| Paramos   | 42,01 | 25,04 | 11,44 | 14,17 | 1,15 | 1,87     | 1 390     |
| Silvalde  | 50,17 | 15,60 | 13,20 | 15,26 | 1,20 | 1,13     | 2 916     |
| Espinho   | 38,30 | 28,69 | 14,01 | 13,79 | 1,18 | 1,12     | 14 536    |

#### Assembleia Municipal
| Partido                 | Partido                                            | Votos  | %               | Deputados |
| ----------------------- | -------------------------------------------------- | ------ | --------------- | --------- |
|                         | Partido Socialista                                 | 5 379  | 37,01 / 100,00  | 4 / 10    |
|                         | Partido Social Democrata                           | 4 076  | 28,05 / 100,00  | 3 / 10    |
|                         | Centro Democrático Social                          | 2 286  | 15,73 / 100,00  | 2 / 10    |
|                         | Frente Eleitoral Povo Unido                        | 2 177  | 14,98 / 100,00  | 1 / 10    |
|                         | Partido Comunista de Portugal (marxista-leninista) | 169    | 1,16 / 100,00   | 0 / 10    |
| Votos Inválidos         | Votos Inválidos                                    | 445    | 3,06 / 100,00   |           |
| Total                   | Total                                              | 14 532 | 100,00 / 100,00 | 10 / 10   |
| Eleitorado/Participação | Eleitorado/Participação                            | 19 939 | 72,88 / 100,00  |           |

| Freguesia | %     | %     | %     | %     | %        | Vontantes |
| Freguesia | PS    | PSD   | CDS   | FEPU  | PCP(m-l) | Vontantes |
| --------- | ----- | ----- | ----- | ----- | -------- | --------- |
| Freguesia |       |       |       |       |          | Vontantes |
| Anta      | 35,00 | 31,34 | 11,40 | 17,34 | 1,88     | 2 763     |
| Espinho   | 32,05 | 31,56 | 19,14 | 14,69 | 0,53     | 6 780     |
| Guetim    | 30,75 | 41,29 | 11,27 | 5,42  | 3,22     | 683       |
| Paramos   | 41,73 | 24,96 | 12,30 | 14,46 | 1,94     | 1 390     |
| Silvalde  | 49,69 | 15,12 | 14,57 | 15,91 | 1,10     | 2 916     |
| Espinho   | 37,01 | 28,05 | 15,73 | 14,98 | 1,16     | 14 532    |

#### Juntas de Freguesia
| Partido                 | Partido                                            | Votos  | %               | Presidentes | Mandatos |
| ----------------------- | -------------------------------------------------- | ------ | --------------- | ----------- | -------- |
|                         | Partido Socialista                                 | 4 988  | 34,32 / 100,00  | 2 / 5       | 17 / 45  |
|                         | Partido Social Democrata                           | 4 064  | 27,96 / 100,00  | 2 / 5       | 13 / 45  |
|                         | Centro Democrático Social                          | 2 419  | 16,64 / 100,00  | 0 / 5       | 6 / 45   |
|                         | Frente Eleitoral Povo Unido                        | 1 419  | 9,76 / 100,00   | 0 / 5       | 2 / 45   |
|                         | Grupo de Cidadãos Eleitores                        | 1 168  | 8,04 / 100,00   | 1 / 5       | 7 / 45   |
|                         | Partido Comunista de Portugal (marxista-leninista) | 104    | 0,72 / 100,00   | 0 / 5       | 0 / 45   |
| Votos Inválidos         | Votos Inválidos                                    | 272    | 2,56 / 100,00   |             |          |
| Total                   | Total                                              | 14 534 | 100,00 / 100,00 | 5 / 5       | 45 / 45  |
| Eleitorado/Participação | Eleitorado/Participação                            | 19 939 | 72,89 / 100,00  |             |          |

| Freguesia | Partido Vencedor | Partido Vencedor            | %              | Mandatos |
| --------- | ---------------- | --------------------------- | -------------- | -------- |
| Anta      |                  | Partido Social Democrata    | 31,52 / 100,00 | 3 / 9    |
| Espinho   |                  | Partido Social Democrata    | 32,42 / 100,00 | 4 / 11   |
| Guetim    |                  | Grupo de Cidadãos Eleitores | 48,46 / 100,00 | 4 / 7    |
| Paramos   |                  | Partido Socialista          | 44,17 / 100,00 | 5 / 9    |
| Silvalde  |                  | Partido Socialista          | 47,98 / 100,00 | 5 / 9    |

### Estarreja
| Partido                 | Partido                     | Votos  | %               | Vereadores |
| ----------------------- | --------------------------- | ------ | --------------- | ---------- |
|                         | Partido Social Democrata    | 4 005  | 36,31 / 100,00  | 3 / 7      |
|                         | Partido Socialista          | 3 827  | 34,70 / 100,00  | 3 / 7      |
|                         | Centro Democrático Social   | 1 960  | 17,77 / 100,00  | 1 / 7      |
|                         | Frente Eleitoral Povo Unido | 767    | 6,95 / 100,00   | 0 / 7      |
| Votos Inválidos         | Votos Inválidos             | 470    | 4,26 / 100,00   |            |
| Total                   | Total                       | 11 029 | 100,00 / 100,00 | 7 / 7      |
| Eleitorado/Participação | Eleitorado/Participação     | 16 977 | 64,96 / 100,00  |            |

### Ílhavo
| Partido                 | Partido                     | Votos  | %               | Vereadores |
| ----------------------- | --------------------------- | ------ | --------------- | ---------- |
|                         | Partido Social Democrata    | 4 863  | 41,47 / 100,00  | 3 / 7      |
|                         | Partido Socialista          | 3 265  | 27,84 / 100,00  | 2 / 7      |
|                         | Centro Democrático Social   | 2 481  | 21,16 / 100,00  | 2 / 7      |
|                         | Frente Eleitoral Povo Unido | 709    | 6,05 / 100,00   | 0 / 7      |
| Votos Inválidos         | Votos Inválidos             | 409    | 3,48 / 100,00   |            |
| Total                   | Total                       | 11 727 | 100,00 / 100,00 | 7 / 7      |
| Eleitorado/Participação | Eleitorado/Participação     | 18 406 | 63,71 / 100,00  |            |

### Mealhada
| Partido                 | Partido                     | Votos  | %               | Vereadores |
| ----------------------- | --------------------------- | ------ | --------------- | ---------- |
|                         | Partido Socialista          | 2 983  | 44,96 / 100,00  | 4 / 7      |
|                         | Partido Social Democrata    | 2 080  | 31,35 / 100,00  | 3 / 7      |
|                         | Centro Democrático Social   | 612    | 9,22 / 100,00   | 0 / 7      |
|                         | Frente Eleitoral Povo Unido | 481    | 7,25 / 100,00   | 0 / 7      |
|                         | MRPP                        | 185    | 2,79 / 100,00   | 0 / 7      |
| Votos Inválidos         | Votos Inválidos             | 294    | 4,43 / 100,00   |            |
| Total                   | Total                       | 6 635  | 100,00 / 100,00 | 7 / 7      |
| Eleitorado/Participação | Eleitorado/Participação     | 12 144 | 54,64 / 100,00  |            |

### Murtosa
| Partido                 | Partido                     | Votos | %               | Vereadores |
| ----------------------- | --------------------------- | ----- | --------------- | ---------- |
|                         | Partido Social Democrata    | 2 292 | 57,01 / 100,00  | 3 / 5      |
|                         | Centro Democrático Social   | 780   | 19,40 / 100,00  | 1 / 5      |
|                         | Partido Socialista          | 662   | 16,47 / 100,00  | 1 / 5      |
|                         | Frente Eleitoral Povo Unido | 88    | 2,19 / 100,00   | 0 / 5      |
| Votos Inválidos         | Votos Inválidos             | 198   | 4,93 / 100,00   |            |
| Total                   | Total                       | 4 020 | 100,00 / 100,00 | 5 / 5      |
| Eleitorado/Participação | Eleitorado/Participação     | 7 078 | 56,80 / 100,00  |            |

### Oliveira de Azeméis
| Partido                 | Partido                     | Votos  | %               | Vereadores |
| ----------------------- | --------------------------- | ------ | --------------- | ---------- |
|                         | Partido Social Democrata    | 9 592  | 37,57 / 100,00  | 3 / 7      |
|                         | Partido Socialista          | 7 298  | 28,58 / 100,00  | 2 / 7      |
|                         | Centro Democrático Social   | 5 736  | 22,47 / 100,00  | 2 / 7      |
|                         | Frente Eleitoral Povo Unido | 1 800  | 7,05 / 100,00   | 0 / 7      |
| Votos Inválidos         | Votos Inválidos             | 1 105  | 4,32 / 100,00   |            |
| Total                   | Total                       | 25 531 | 100,00 / 100,00 | 7 / 7      |
| Eleitorado/Participação | Eleitorado/Participação     | 36 583 | 69,79 / 100,00  |            |

### Oliveira do Bairro
| Partido                 | Partido                     | Votos  | %               | Vereadores |
| ----------------------- | --------------------------- | ------ | --------------- | ---------- |
|                         | Partido Social Democrata    | 3 568  | 42,97 / 100,00  | 3 / 7      |
|                         | Centro Democrático Social   | 3 179  | 38,28 / 100,00  | 3 / 7      |
|                         | Partido Socialista          | 1 143  | 13,76 / 100,00  | 1 / 7      |
|                         | Frente Eleitoral Povo Unido | 167    | 2,01 / 100,00   | 0 / 7      |
| Votos Inválidos         | Votos Inválidos             | 247    | 2,97 / 100,00   |            |
| Total                   | Total                       | 8 304  | 100,00 / 100,00 | 7 / 7      |
| Eleitorado/Participação | Eleitorado/Participação     | 11 826 | 70,22 / 100,00  |            |

### Ovar
| Partido                 | Partido                                 | Votos  | %               | Vereadores |
| ----------------------- | --------------------------------------- | ------ | --------------- | ---------- |
|                         | Partido Social Democrata                | 5 803  | 35,55 / 100,00  | 3 / 7      |
|                         | Partido Socialista                      | 5 408  | 33,13 / 100,00  | 2 / 7      |
|                         | Frente Eleitoral Povo Unido             | 1 878  | 11,51 / 100,00  | 1 / 7      |
|                         | Centro Democrático Social               | 1 875  | 11,49 / 100,00  | 1 / 7      |
|                         | Grupos Dinamizadores de Unidade Popular | 696    | 4,26 / 100,00   | 0 / 7      |
| Votos Inválidos         | Votos Inválidos                         | 663    | 4,06 / 100,00   |            |
| Total                   | Total                                   | 16 323 | 100,00 / 100,00 | 7 / 7      |
| Eleitorado/Participação | Eleitorado/Participação                 | 26 534 | 61,52 / 100,00  |            |

### São João da Madeira
| Partido                 | Partido                                            | Votos  | %               | Vereadores |
| ----------------------- | -------------------------------------------------- | ------ | --------------- | ---------- |
|                         | Partido Socialista                                 | 3 256  | 40,56 / 100,00  | 4 / 7      |
|                         | Centro Democrático Social                          | 3 197  | 39,82 / 100,00  | 3 / 7      |
|                         | Partido Social Democrata                           | 634    | 7,90 / 100,00   | 0 / 7      |
|                         | Frente Eleitoral Povo Unido                        | 557    | 6,94 / 100,00   | 0 / 7      |
|                         | Grupos Dinamizadores de Unidade Popular            | 156    | 1,94 / 100,00   | 0 / 7      |
|                         | Partido Comunista de Portugal (marxista-leninista) | 42     | 0,52 / 100,00   | 0 / 7      |
| Votos Inválidos         | Votos Inválidos                                    | 186    | 2,32 / 100,00   |            |
| Total                   | Total                                              | 8 028  | 100,00 / 100,00 | 7 / 7      |
| Eleitorado/Participação | Eleitorado/Participação                            | 10 463 | 76,73 / 100,00  |            |

### Sever do Vouga
| Partido                 | Partido                     | Votos | %               | Vereadores |
| ----------------------- | --------------------------- | ----- | --------------- | ---------- |
|                         | Partido Social Democrata    | 2 876 | 45,26 / 100,00  | 3 / 5      |
|                         | Centro Democrático Social   | 2 448 | 38,53 / 100,00  | 2 / 5      |
|                         | Partido Socialista          | 531   | 8,36 / 100,00   | 0 / 5      |
|                         | Frente Eleitoral Povo Unido | 266   | 4,19 / 100,00   | 0 / 5      |
| Votos Inválidos         | Votos Inválidos             | 233   | 3,67 / 100,00   |            |
| Total                   | Total                       | 6 354 | 100,00 / 100,00 | 5 / 5      |
| Eleitorado/Participação | Eleitorado/Participação     | 9 027 | 70,39 / 100,00  |            |

### Vagos
| Partido                 | Partido                     | Votos  | %               | Vereadores |
| ----------------------- | --------------------------- | ------ | --------------- | ---------- |
|                         | Centro Democrático Social   | 4 259  | 51,98 / 100,00  | 4 / 7      |
|                         | Partido Social Democrata    | 2 376  | 29,00 / 100,00  | 2 / 7      |
|                         | Partido Socialista          | 998    | 12,18 / 100,00  | 1 / 7      |
|                         | Frente Eleitoral Povo Unido | 280    | 3,42 / 100,00   | 0 / 7      |
| Votos Inválidos         | Votos Inválidos             | 281    | 3,43 / 100,00   |            |
| Total                   | Total                       | 8 194  | 100,00 / 100,00 | 7 / 7      |
| Eleitorado/Participação | Eleitorado/Participação     | 11 747 | 69,75 / 100,00  |            |

### Vale de Cambra
| Partido                 | Partido                     | Votos  | %               | Vereadores |
| ----------------------- | --------------------------- | ------ | --------------- | ---------- |
|                         | Centro Democrático Social   | 4 136  | 38,49 / 100,00  | 3 / 7      |
|                         | Partido Social Democrata    | 3 534  | 32,89 / 100,00  | 3 / 7      |
|                         | Partido Socialista          | 1 930  | 17,96 / 100,00  | 1 / 7      |
|                         | Frente Eleitoral Povo Unido | 679    | 6,32 / 100,00   | 0 / 7      |
| Votos Inválidos         | Votos Inválidos             | 466    | 4,33 / 100,00   |            |
| Total                   | Total                       | 10 745 | 100,00 / 100,00 | 7 / 7      |
| Eleitorado/Participação | Eleitorado/Participação     | 14 737 | 72,91 / 100,00  |            |

### Vila da Feira
| Partido                 | Partido                     | Votos  | %               | Vereadores |
| ----------------------- | --------------------------- | ------ | --------------- | ---------- |
|                         | Partido Social Democrata    | 16 410 | 38,94 / 100,00  | 4 / 9      |
|                         | Partido Socialista          | 15 639 | 37,11 / 100,00  | 4 / 9      |
|                         | Centro Democrático Social   | 5 282  | 12,53 / 100,00  | 1 / 9      |
|                         | Frente Eleitoral Povo Unido | 2 543  | 6,03 / 100,00   | 0 / 9      |
|                         | MRPP                        | 676    | 1,60 / 100,00   | 0 / 9      |
| Votos Inválidos         | Votos Inválidos             | 1 596  | 3,79 / 100,00   |            |
| Total                   | Total                       | 42 146 | 100,00 / 100,00 | 9 / 9      |
| Eleitorado/Participação | Eleitorado/Participação     | 60 854 | 69,26 / 100,00  |            |